# Литостратиграфические подразделения
Литостратиграфи́ческие подразделе́ния — категория стратиграфических подразделений. Литостратиграфические подразделения выделяются и обосновываются по литологическим признакам, в первую очередь по составу горных пород. Учитываются также и стратиграфические соотношения.
Литостратиграфические подразделения могут состоять из пород различного происхождения — осадочных, вулканических, метаморфических, а иногда и интрузивных.

## Выделение литостратиграфических подразделений
Литостратиграфические подразделения выделяются на основе наблюдаемых физических признаков пород.
Географическое распространение подразделения связано с распространением и прослеживаемостью их диагностических признаков.
Границы литостратиграфических подразделений проводятся в тех местах, где происходит изменение свойств пород. Они могут не совпадать с границами подразделений общей шкалы. Более того, они не обязательно должны быть изохронными (то есть иметь одинаковый геологический возраст по всей поверхности). В разных районах одна и та же граница может иметь разный геологический возраст.
Внутри подразделения могут присутствовать незначительные стратиграфические перерывы и местные несогласия, но не должно быть крупных перерывов и региональных несогласий (в этом случае вместо одного подразделения выделяют несколько).

## Типы литостратиграфических подразделений
Выделяют несколько типов литостратиграфических подразделений, образующих следующую иерархию:
- Группа — подразделение, объединяющее несколько формаций. Группы могут объединяться в надгруппы или делиться на подгруппы.
- Формация — основное литостратиграфическое подразделение. Формации могут объединяться в группы. В составе формаций могут выделяться пачки и слои.
- Пачка — обособленная часть формации.
- Пласт или слой — наименьшее официальное подразделение в составе формации или пачки, сложенное осадочными породами.
- Поток — наименьшее подразделение, сложенное вулканическими породами.

Внутри формаций и пачек могут выделяться линзы — линзовидные тела, отличающиеся по литологическим характеристикам от вмещающей породы. Часть литостратиграфического подразделения, выступающая за его пределы, может выделяться под названием языка
Выделяются также комплексы — подразделения, сложенные горными породами разных типов (осадочными, вулканическими, метаморфическими) и характеризующееся неравномерно смешанными литологическими признаками или очень сложными структурными взаимоотношениями.

### Североамериканский стратиграфический кодекс
В Североамериканском стратиграфическом кодексе подразделения, сложенные сильно деформированными и/или метаморфизованными либо интрузивными породами, не отнесены к литостратиграфическим, а рассматриваются в качестве самостоятельной категории литодемических подразделений. К этой же категории отнесены и комплексы.

### Стратиграфический кодекс России
Во втором издании Стратиграфического кодекса России (1992) к категории литостратиграфических подразделений относились толща, пачка, слой (пласт) и маркирующий горизонт, а также органогенные массивы и (условно) стратогены. В 2000 году этот список был дополнен олистостромами.
Однако, в третьем издании (2006) категория литостратиграфических подразделений была ликвидирована, зато введена категория морфолитостратиграфических подразделений, куда включены органогенные массивы, олистостромы, клиноформы и стратогены. При этом пачка, толща, слой (пласт) и маркирующий горизонт были отнесены к местным и региональным основным стратиграфическим подразделениям, то есть к подразделениям комплексного обоснования.
К категории местных основных подразделений также отнесены серии и свиты, которые нередко рассматривают как литостратиграфические подразделения.
| Англоязычные названия литостратиграфических подразделений | Русскоязычные названия, используемые при переводе иностранных текстов | Приблизительные аналоги среди местных основных подразделений, используемых российскими геологами |
| --------------------------------------------------------- | --------------------------------------------------------------------- | ------------------------------------------------------------------------------------------------ |
| Group                                                     | Группа, серия                                                         | Серия                                                                                            |
| Formation                                                 | Формация, свита                                                       | Свита                                                                                            |
| Member                                                    | Пачка, член                                                           | Пачка                                                                                            |
| Bed                                                       | Слой, пласт                                                           | Слой (пласт)                                                                                     |